# Silvia Schneider (Psychologin)
Silvia Schneider (* 27. Mai 1962) ist eine deutsche Psychologin. Seit 2010 hat sie die Professur für Klinische Kinder- und Jugendpsychologie an der Ruhr-Universität Bochum inne und leitet dort seit 2012 das Forschungs- und Behandlungszentrum für psychische Gesundheit (FBZ). Sie ist zudem Koordinatorin des Standorts Bochum-Marburg innerhalb des Deutschen Zentrums für Psychische Gesundheit (DZPG).

## Werdegang
Schneider studierte Psychologie an den Universitäten Mannheim und Marburg, promovierte an der Philipps-Universität Marburg und habilitierte an der Universität Braunschweig. Nach Stationen an der FU Berlin, der Universität Basel und der TU Dresden übernahm sie 2010 den Lehrstuhl für Klinische Kinder- und Jugendpsychologie an der Ruhr-Universität Bochum, den sie bis heute innehat.
Von 2018 bis 2022 war sie Sprecherin der Fachgruppe Klinische Psychologie und Psychotherapie der Deutschen Gesellschaft für Psychologie (DGPs) und von 2012 bis 2018 Präsidentin der Bundesvereinigung für Verhaltenstherapie des Kindes- und Jugendalters (BVKJ), heute Kinder- und Jugendlichen-Psychotherapie Verhaltenstherapie (KJPVT e. V.). Schneider ist Mitglied von mehreren Scientific Advisory Boards (u. a. Deutsches Jugendinstitut, Leibniz-Institut für Psychologie, Fakultät für Psychologie an der Universität Wien).

## Fachliche Interessen
Schneider forscht zu psychischer Gesundheit und psychischen Störungen bei Kindern und Jugendlichen und über die Lebensspanne sowie zur Diagnostik psychischer Störungen. Ein besonderer Schwerpunkt ihrer Arbeit sind Angststörungen. Aktuelle Forschungsinteressen gelten Urban Mental Health und der Implementierungsforschung. Innerhalb der Klinischen Psychologie hat sie sich für eine entwicklungspsychopathologische Sichtweise auf psychische Gesundheit und Störung eingesetzt und engagiert sich für die Etablierung des Fachs Klinische Kinder- und Jugendpsychologie sowie -psychotherapie in Deutschland. Zudem nimmt sie sich der Etablierung eines Deutschen Kinderrates für psychische Gesundheit am DZPG an, der Kindern in Deutschland eine Stimme zu diesem Thema gibt. Ebenso ist sie Mitglied des Expertenrats zur Neuauflage des Kinderrechte-Index des Deutschen Kinderhilfswerks.
Mit ihrem Team am FBZ verfolgt sie den Open-Science-Gedanken und stellt seit 2017 diagnostische und psychotherapeutische Open-Access-Materialien zur Verfügung.
Evidenzbasiertes Wissen in die Gesellschaft zu tragen, ist Schneider ein Anliegen. Unter anderem ist sie gemeinsam mit Hanna Christiansen und der Autorin und Moderatorin Malin Büttner Mitbegründerin der Initiative „Familien unter Druck“, die in der Corona-Pandemie in Kooperation mit dem King’s College London entstanden ist.

## Publikationen (Auswahl)
- Psychologische Transmission des Paniksyndroms. Auer, Donauwörth 1995. Zugl: Dissertation Universität Marburg, 1992. ISBN 978-3-403-02707-2
- Die Entstehung der Panikstörung: Risikoforschung in Quer- und Längsschnittstudien. Habilitation Universität Braunschweig 2002.
- Angststörungen bei Kindern und Jugendlichen : Grundlagen und Behandlung. Springer, Berlin ; Heidelberg ; New York 2004, ISBN 978-3-540-42917-3.
- mit Jürgen Margraf: Agoraphobie und Panikstörung (= Fortschritte der Psychotherapie. Band 3). 2. Auflage. Hogrefe Verlag, Göttingen 2017, ISBN 978-3-8017-2513-6.* mit Lukka Popp: Emotionale Störungen und Verhaltensauffälligkeiten. Hogrefe Verlag, Göttingen 2020, ISBN 978-3-8017-2898-4.

Siehe auch „Publikationen“ in FBZ Bochum